# Buccheri
Buccheri est une commune italienne de la province de Syracuse dans la région Sicile en Italie.
Le village de Buccheri a été nommé en 2016 capitale mondiale de l'huile d'olive extra vierge. 

## Administration
| Période                                  | Période | Identité | Étiquette | Qualité |
| ---------------------------------------- | ------- | -------- | --------- | ------- |
|                                          |         |          |           |         |
| Les données manquantes sont à compléter. |         |          |           |         |

### Hameaux
- Rizzuolo

### Communes limitrophes
Buscemi, Carlentini, Ferla, Francofonte, Giarratana, Vizzini